# Kościół św. Gertrudy i św. Michała w Tarnobrzegu
Kościół pw. św. Gertrudy i św. Michała w Tarnobrzegu – świątynia mieści się w dzielnicy Tarnobrzega - Wielowsi, przy ulicy Piętaka. Należy do dekanatu Tarnobrzeg diecezji sandomierskiej.
Została zbudowana w 1884 roku dzięki staraniom księdza Władysława Ciechanowicza według projektu opracowanego przez Tadeusza Stryjeńskiego, na polecenie Jana Dzierżysława Tarnowskiego, właściciela Wielowsi i Dzikowa. Konsekracja nastąpiła w 1902 roku. Rozbudowany został w latach 1930-33, na podstawie projektu opracowanego przez Wacława Krzyżanowskiego. Jednonawowa budowla posiada oryginalne, jednorodne stylistycznie wyposażenie. Od strony północnej przylega do niej dawna grobowa kaplica kopułowa Tarnowskich powstała na początku XVII wieku. We wnętrzu kaplicy jest umieszczony manierystyczny ołtarz św. Gertrudy, pochodzący z wcześniejszej świątyni.